# Citizen Cup 1998
Il  Citizen Cup 1998 è stato un torneo di tennis giocato sulla terra rossa. È stata la 14ª edizione del torneo, che fa parte della categoria Tier II nell'ambito del WTA Tour 1998. 
Si è giocato ad Amburgo in Germania dal 27 aprile al 3 maggio 1998.

## Campionesse

### Singolare
Martina Hingis ha battuto in finale  Jana Novotná con il punteggio di 6–3, 7–5

### Doppio
Barbara Schett /  Patty Schnyder hanno battuto in finale  Martina Hingis /  Jana Novotná con il punteggio di 7–6, 3–6, 6–3